# Dona Noca
Joanna da Rocha Santos, mais conhecida como Dona Noca, (São João dos Patos, 18 de dezembro de 1892 - Floriano, 06 de abril de 1970), foi uma empresária e política brasileira, notória por ter sido a primeira mulher prefeita na história do Estado do Maranhão e a segunda na história do Brasil, uma vez que foi nomeada chefe do poder executivo municipal de São João dos Patos em 1934.
Filiada ao PSD, Joanna exerceu mandato entre 1934 e 1950, período em que se consolidou como importante liderança no município, mantendo influência nas decisões políticas da cidade mesmo após o término do mandato. Em 1954 foi reeleita pelo voto popular, exercendo mandato de 1954 a 1959.
Exerceu também as funções de Promotora de Justiça, Juíza de Paz e Delegada. Sua residência, um casarão histórico e imponente, abrigava a Delegacia, a Prefeitura e o Tribunal local. A Prefeitura permaneceu funcionando em sua residência até o início dos anos 2000.
Teve papel de destaque na Revolta das Oposições Aliadas, que contestava o desfecho das Eleições estaduais no Maranhão em 1950, tendo como objetivo impedir a posse do Governador Eugênio Barros, recém eleito após o TSE anular votos do candidato Saturnino Bello. Dona Noca reuniu 12.000 homens de vários municípios do Sertão Maranhense e rumou para a capital. Sua atuação repercutiu nacionalmente. Foi designada como “fabulosa mulher do sertão maranhense” em matéria na Revista O Cruzeiro e como “coronela do sertão” na Revista do Globo.
Advinda de uma família ligada ao comércio, à produção e à indústria, Dona Noca detinha prestígio na sociedade da época, exercendo atividades e frequentando círculos sociais comumente dominados por homens, em um sistema tipicamente patriarcal.
Nos dias atuais, é lembrada pelo protagonismo exercido na política maranhense, possuindo aparelhos públicos como escolas e praças batizados em homenagem a si. A política permanece no sangue de sua família. Teve seu sobrinho neto Celsinho eleito prefeito de São João dos Patos por duas vezes (1997-2000) e (2001-2004) chegando também a assumir o cargo de deputado estadual pelo PTB em 2010.